# روتلاند (فيرمونت)
روتلاند (بالإنجليزية: Rutland (city), Vermont)‏ هي مقر المقاطعة تقع في الولايات المتحدة في مقاطعة روتلاند. يقدر عدد سكانها بـ 16,495 نسمة .

## التركيبة السكانية
حدّد مكتب تعداد الولايات المتحدة بيانات التركيبة السكانية لروتلاند في تعداد الولايات المتحدة. في ما يلي، التركيبة السكانية حسب تعدادي 2000 و2010.

### تعداد عام 2000
بلغ عدد سكان روتلاند 17,292 نسمة بحسب تعداد عام 2000، وبلغ عدد الأسر 7,452 أسرة وعدد العائلات 4,209 عائلة مقيمة في المدينة. في حين سجلت الكثافة السكانية 870.7 نسمة لكل كيلومتر مربع (2,255.1/ميل2). وبلغ عدد الوحدات السكنية 7,919 وحدة بمتوسط كثافة قدره 398.7 لكل كيلومتر مربع (1,032.6/ميل2).
وتوزع التركيب العرقي للمدينة بنسبة 97.80% من البيض و0.44% من الأمريكيين الأفارقة و0.24% من الأمريكيين الأصليين و0.43% من الأمريكيين ذوي الأصول الآسيوية و0.05% من سكان جزر المحيط الهادئ و0.13% من الأعراق الأخرى و0.91% من عرقين مختلطين أو أكثر و0.90% من الهسبانيون أو اللاتينيون من أي عرق.
بلغ عدد الأسر 7,452 أسرة كانت نسبة 29.3% منها لديها أطفال تحت سن الثامنة عشر تعيش معهم، وبلغت نسبة الأزواج القاطنين مع بعضهم البعض 39.8% من أصل المجموع الكلي للأسر، ونسبة 12.5% من الأسر كان لديها معيلات من الإناث دون وجود شريك، بينما كانت نسبة 4.2% من الأسر لديها معيلون من الذكور دون وجود شريكة وكانت نسبة 43.5% من غير العائلات. تألفت نسبة 36.1% من أصل جميع الأسر من عدة أفراد يعيشون في نفس المنزل ونسبة 13.9% كانت تتألف من شخص يعيش بمفرده يبلغ من العمر 65 عاماً أو أكثر. وبلغ متوسط حجم الأسرة المعيشية 2.22، أما متوسط حجم العائلات فبلغ 2.90.
بلغ العمر الوسطي للسكان 39.3 عاماً. وكانت نسبة 22.6% من القاطنين تحت سن الثامنة عشر، وكانت نسبة 7.2% بين الثامنة عشر والرابعة والعشرين عاماً، ونسبة 28.4% كانت واقعةً في الفئة العمرية ما بين الخامسة والعشرين والرابعة والأربعين عاماً، ونسبة 22.1% كانت ما بين الخامسة والأربعين والرابعة والستين، ونسبة 15.5% كانت ضمن فئة الخامسة والستين عاماً فما فوق. يوجد لكل 100 أنثى 90.8 ذكر، ويوجد لكل 100 أنثى في الثامنة عشر من عمرها فما فوق 87.7 ذكر.
بلغ متوسط دخل الأسرة في المدينة 30,478 دولارًا، أما متوسط دخل العائلة فبلغ 41,561 دولارًا. وكان متوسط دخل الذكور 29,457 دولارًا مقابل 23,688 دولارًا للإناث. وسجل دخل الفرد الخاص بالمدينة 17,075 دولارًا. وكانت نسبة 10.3% من العائلات ونسبة 15.4% من السكان تحت خط الفقر، وكان من هؤلاء نسبة 20% تحت سن الثامنة عشر ونسبة 9.8% في الخامسة والستين من العمر وما فوق.

### تعداد عام 2010
بلغ عدد سكان روتلاند 16,495 نسمة بحسب تعداد عام 2010، وبلغ عدد الأسر 7,404 أسرة وعدد العائلات 3,910 عائلة مقيمة في المدينة. في حين سجلت الكثافة السكانية 830.6 نسمة لكل كيلومتر مربع (2,151.2/ميل2). وبلغ عدد الوحدات السكنية 8,082 وحدة بمتوسط كثافة قدره 406.9 لكل كيلومتر مربع (1,053.9/ميل2).
وتوزع التركيب العرقي للمدينة بنسبة 95.92% من البيض و0.82% من الأمريكيين الأفارقة و0.32% من الأمريكيين الأصليين و0.77% من الأمريكيين ذوي الأصول الآسيوية و0.02% من سكان جزر المحيط الهادئ و0.38% من الأعراق الأخرى و1.77% من عرقين مختلطين أو أكثر و1.52% من الهسبانيون أو اللاتينيون من أي عرق.
بلغ عدد الأسر 7,404 أسرة كانت نسبة 25.2% منها لديها أطفال تحت سن الثامنة عشر تعيش معهم، وبلغت نسبة الأزواج القاطنين مع بعضهم البعض 35.2% من أصل المجموع الكلي للأسر، ونسبة 13% من الأسر كان لديها معيلات من الإناث دون وجود شريك، بينما كانت نسبة 4.6% من الأسر لديها معيلون من الذكور دون وجود شريكة وكانت نسبة 47.2% من غير العائلات. تألفت نسبة 38.2% من أصل جميع الأسر من عدة أفراد يعيشون في نفس المنزل ونسبة 14.6% كانت تتألف من شخص يعيش بمفرده يبلغ من العمر 65 عاماً أو أكثر. وبلغ متوسط حجم الأسرة المعيشية 2.14، أما متوسط حجم العائلات فبلغ 2.81.
بلغ العمر الوسطي للسكان 42.9 عاماً. وكانت نسبة 19.5% من القاطنين تحت سن الثامنة عشر، وكانت نسبة 8.3% بين الثامنة عشر والرابعة والعشرين عاماً، ونسبة 25.1% كانت واقعةً في الفئة العمرية ما بين الخامسة والعشرين والرابعة والأربعين عاماً، ونسبة 29.9% كانت ما بين الخامسة والأربعين والرابعة والستين، ونسبة 17.2% كانت ضمن فئة الخامسة والستين عاماً فما فوق. وتوزع التركيب الجنسي للسكان بنسبة 48.3% ذكور و51.7% إناث.

## المناخ
يظهر الجدول التالي التغييرات المناخية على مدار السنة لروتلاند:
| البيانات المناخية لـروتلاند       | البيانات المناخية لـروتلاند | البيانات المناخية لـروتلاند | البيانات المناخية لـروتلاند | البيانات المناخية لـروتلاند | البيانات المناخية لـروتلاند | البيانات المناخية لـروتلاند | البيانات المناخية لـروتلاند | البيانات المناخية لـروتلاند | البيانات المناخية لـروتلاند | البيانات المناخية لـروتلاند | البيانات المناخية لـروتلاند | البيانات المناخية لـروتلاند | البيانات المناخية لـروتلاند |
| الشهر                             | يناير                       | فبراير                      | مارس                        | أبريل                       | مايو                        | يونيو                       | يوليو                       | أغسطس                       | سبتمبر                      | أكتوبر                      | نوفمبر                      | ديسمبر                      | المعدل السنوي               |
| --------------------------------- | --------------------------- | --------------------------- | --------------------------- | --------------------------- | --------------------------- | --------------------------- | --------------------------- | --------------------------- | --------------------------- | --------------------------- | --------------------------- | --------------------------- | --------------------------- |
| الدرجة القصوى °ف (°م)             | 70 (21)                     | 67 (19)                     | 86 (30)                     | 92 (33)                     | 93 (34)                     | 95 (35)                     | 102 (39)                    | 98 (37)                     | 92 (33)                     | 86 (30)                     | 79 (26)                     | 69 (21)                     | 102 (39)                    |
| متوسط درجة الحرارة الكبرى °ف (°م) | 29 (−2)                     | 32 (0)                      | 42 (6)                      | 56 (13)                     | 68 (20)                     | 76 (24)                     | 80 (27)                     | 78 (26)                     | 69 (21)                     | 58 (14)                     | 46 (8)                      | 34 (1)                      | 56 (13)                     |
| متوسط درجة الحرارة الصغرى °ف (°م) | 8 (−13)                     | 10 (−12)                    | 19 (−7)                     | 32 (0)                      | 42 (6)                      | 52 (11)                     | 57 (14)                     | 55 (13)                     | 46 (8)                      | 35 (2)                      | 27 (−3)                     | 16 (−9)                     | 33 (1)                      |
| أدنى درجة حرارة °ف (°م)           | −43 (−42)                   | −26 (−32)                   | −20 (−29)                   | 5 (−15)                     | 24 (−4)                     | 32 (0)                      | 39 (4)                      | 33 (1)                      | 24 (−4)                     | 16 (−9)                     | −1 (−18)                    | −23 (−31)                   | −43 (−42)                   |
| الهطول إنش (مم)                   | 2.54 (65)                   | 2.25 (57)                   | 2.77 (70)                   | 2.88 (73)                   | 3.70 (94)                   | 3.97 (101)                  | 4.76 (121)                  | 4.07 (103)                  | 3.71 (94)                   | 3.83 (97)                   | 3.27 (83)                   | 2.80 (71)                   | 41.18 (1٬046)               |
| المصدر: The Weather Channel       |                             |                             |                             |                             |                             |                             |                             |                             |                             |                             |                             |                             |                             |

## أعلام
- هارولد إتش سيوارد
- جون مارتن توماس
- ستيف ويسينويسكي
- ليونارد إف. وينغ
- ويليام ي. دبليو. ريبلي
- باري إم. كوستيلو
- مارلين جونسون
- كارلين كينغ جونسون
- لورانس ك. جونز
- جيسي هارلان لينكولن